# Liste des intercommunalités des Deux-Sèvres

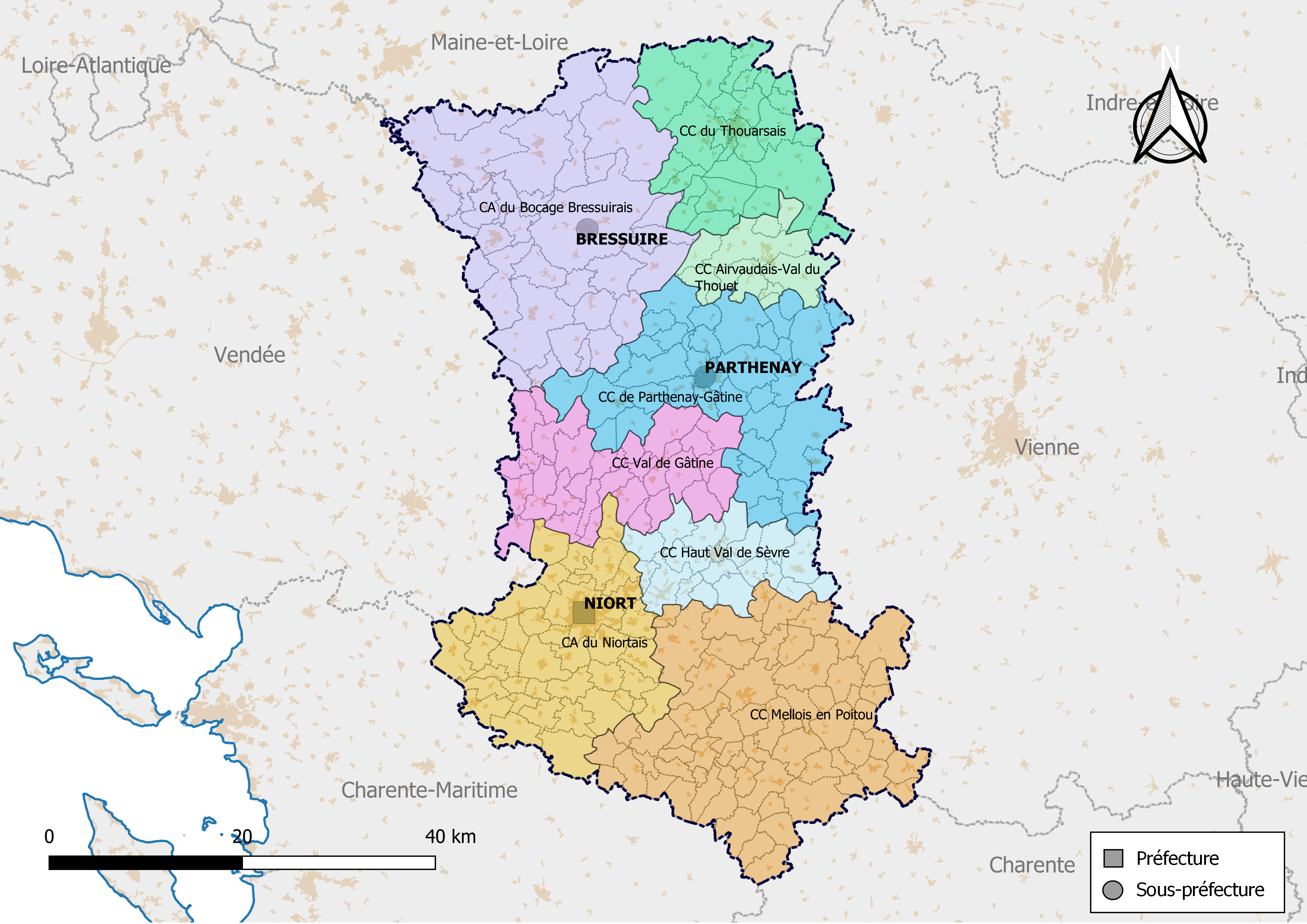
Carte des EPCI des Deux-Sèvres au 1er janvier 2019.

Depuis le 1er janvier 2017, le département des Deux-Sèvres compte 8 établissements publics de coopération intercommunale à fiscalité propre dont le siège est dans le département (2 communautés d'agglomération et 6 communautés de communes). 

## Intercommunalités à fiscalité propre
| Forme juridique            | Nom                         | no SIREN  | Date de création | Nombre de communes | Population (der. pop. légale) | Superficie (km2) | Densité (hab./km2) | Siège                    | Président             |
| -------------------------- | --------------------------- | --------- | ---------------- | ------------------ | ----------------------------- | ---------------- | ------------------ | ------------------------ | --------------------- |
| Communauté d'agglomération | CA du Niortais              | 200041317 | 1er janvier 2014 | 40                 | 122 302 (2021)                | 815,40           | 150                | Niort                    | Jérôme Baloge         |
| Communauté d'agglomération | CA du Bocage Bressuirais    | 200040244 | 1er janvier 2014 | 33                 | 74 122 (2021)                 | 1 318,80         | 56                 | Bressuire                | Pierre-Yves Marolleau |
| Communauté de communes     | CC Mellois en Poitou        | 200069755 | 1er janvier 2017 | 58                 | 46 490 (2022)                 | 1 283,40         | 36                 | Melle                    | Fabrice Michelet      |
| Communauté de communes     | CC de Parthenay-Gâtine      | 200041333 | 1er janvier 2014 | 38                 | 36 898 (2021)                 | 836,20           | 44                 | Parthenay                | Jean-Michel Prieur    |
| Communauté de communes     | CC du Thouarsais            | 247900798 | 1er janvier 1999 | 24                 | 35 499 (2021)                 | 620,20           | 57                 | Thouars                  | Bernard Paineau       |
| Communauté de communes     | CC du Haut Val de Sèvre     | 200041994 | 1er janvier 2014 | 19                 | 30 551 (2021)                 | 346,30           | 88                 | Saint-Maixent-l'École    | Daniel Jollit         |
| Communauté de communes     | CC Val de Gâtine            | 200069748 | 1er janvier 2017 | 31                 | 21 611 (2021)                 | 553,20           | 39                 | Champdeniers-Saint-Denis | Jean-Pierre Rimbeau   |
| Communauté de communes     | CC Airvaudais-Val du Thouet | 200041416 | 1er janvier 2014 | 9                  | 6 892 (2021)                  | 226,0            | 31                 | Airvault                 | Olivier Fouillet      |

## Anciennes intercommunalités

### Communauté d'agglomération
- Communauté d'agglomération de Niort

### Communautés de communes
- La communauté de communes Beauvoir Prahecq Saint-Symphorien est l'ancien nom en 1994-1995 de la communauté de communes Plaine de Courance.
- Communauté de communes Espace Gâtine
- Communauté de communes de la Haute-Sèvre
- Créée en 1992, la communauté de communes de Niort a fusionné avec la communauté de communes Chauray-Échiré-Saint-Gelais pour former au 1er janvier 2000 la communauté d'agglomération de Niort.
- Communauté de communes de Parthenay
- Communauté de communes du Pays Ménigoutais
- Communauté de communes du Pays Thénezéen
- Communauté de communes Plaine de Courance
- Communauté de communes du Saint-Varentais

#### 2010
- La communauté de communes de l'Orée de Gâtine a fusionné le 1er janvier 2010 avec la communauté de communes du Val d'Autize pour former la communauté de communes Gâtine-Autize.
- La communauté de communes du Val d'Autize a fusionné le 1er janvier 2010 avec la communauté de communes de l'Orée de Gâtine pour former la communauté de communes Gâtine-Autize.

#### 2014
- La communauté de communes du Val du Thouet a disparu le 31 décembre 2013, ses communes se répartissant au 1er janvier 2014 entre la communauté de communes Airvaudais-Val du Thouet et la communauté de communes Parthenay-Gâtine.

- La communauté de communes du Val de Sèvre a fusionné avec la communauté de communes Arc-en-Sèvre et deux autres communes pour former au 1er janvier 2014 la communauté de communes du Haut val de Sèvre.

- La communauté de communes Terre de Sèvre a fusionné avec trois autres intercommunalités et trois communes pour former au 1er janvier 2014 la communauté d'agglomération du Bocage bressuirais.
- La communauté de communes du Lezayen a fusionné avec communauté de communes du canton de Melle et trois communes pour former au 1er janvier 2014 la communauté de communes du Mellois.
- La communauté de communes de l'Airvaudais a disparu le 31 décembre 2013, ses communes se répartissant au 1er janvier 2014 entre la communauté de communes Airvaudais-Val du Thouet et la communauté de communes du Thouarsais.
- La communauté de communes Arc-en-Sèvre a fusionné avec la communauté de communes du Val de Sèvre et deux autres communes pour former au 1er janvier 2014 la communauté de communes du Haut val de Sèvre.
- La communauté de communes de l'Argentonnais a disparu le 31 décembre 2013, ses communes se répartissant au 1er janvier 2014 entre la communauté d'agglomération du Bocage bressuirais et la communauté de communes du Thouarsais.
- La communauté de communes du canton de Melle a fusionné avec la communauté de communes du Lezayen et trois communes pour former au 1er janvier 2014 la communauté de communes du Mellois.
- La communauté de communes Cœur du Bocage a fusionné avec trois autres intercommunalités et trois communes pour former au 1er janvier 2014 la communauté d'agglomération du Bocage bressuirais.
- La communauté de communes Delta-Sèvre-Argent a fusionné avec trois autres intercommunalités et trois communes pour former au 1er janvier 2014 la communauté d'agglomération du Bocage bressuirais.

#### 2017
- Création de la communauté de communes du Cellois, Cœur du Poitou, Mellois et du Val de Boutonne par fusion de la communauté cantonale de Celles-sur-Belle, de la communauté de communes du Cœur du Poitou, de la communauté de communes du Mellois et de la communauté de communes du Val de Boutonne.
- Création de la communauté de communes Val de Gâtine par fusion de la communauté de communes du Pays Sud-Gâtine, de la communauté de communes Gâtine-Autize et de la communauté de communes du Val d'Égray.

2018
- Création de la communauté de communes de Mellois en Poitou par fusion de la communauté cantonale de Celles-sur-Belle, de la communauté de communes du Cœur du Poitou, de la communauté de communes du Mellois et de la communauté de communes du Val de Boutonne